# Pargana
Il sostantivo parganā (Lingua hindi परगना, in urdu پرگنہ‎?, Lingua bengalese পরগনা), o parganah, o pergunnah, si riferisce a un'antica unità amministrativa territoriale nel subcontinente indiano. Il termine fu impiegato dapprima - ma non solo - dalle entità politiche islamiche, dal Sultanato di Delhi, all'Impero Mughal, come pure dal British Raj.
I Pargana furono introdotti dal Sultanato di Delhi, facendo ricorso a una parola di origine persiana. Come entità economico-finanziaria, un pargana consisteva di varie mouza, che rappresentavano la più piccola entità territoriale fiscale, a loro volta formata da uno o più villaggi e dal loro territorio.
Sotto il regno di Shēr Shāh Sūrī, l'amministrazione dei pargana fu rafforzata aggiungendogli altre spettanze, inclusa quella dello shiqdar (capo della polizia), di un amīn o munsif (incaricato di valutare e percepire le entrate) e di un karkun (conservatore dei registri).

## Età mughal
Nel XVI secolo, l'Imperatore mughal Akbar organizzò l'Impero in Subah (equivalenti all'incirca a uno Stato o una Provincia), a loro volta suddivisi in sarkar (più o meno equivalenti ai Distretti), organizzati in pargana (pressappoco suddivisioni dei Distretti, come tehsil). Nel sistema mughal, i pargana servivano come unità amministrative locali di un sarkar. Pargana singoli seguivano criteri uniformi per quanto riguardava la legislazione e la responsabilità fondiaria, note come pargana dastūr (dove dastūr significa "legge"), e ogni pargana aveva i suoi criteri per quanto riguardava l'affitto, le tasse, i salari, i pesi e le misure, noti con l'espressione pargana nirikh(dove nirikh significa "tariffa").
Ogni pargana consisteva di numerosi taraf, che a loro volta consistevano in diversi villaggi, oltre ad alcune montagne disabitate e foreste.

## British Raj
Dal momento che il British Raj si allargò ad abbracciare le antiche province mughal, a partire dal Bengala, i Britannici dapprima conservarono l'amministrrazione dei pargana, ma, sotto il Governatorato di Charles Cornwallis, fu varato il Permanent Settlement del 1793, che aboliva il sistema dei pargana in favore del sistema dei zamindar, in cui i zamindar erano costituiti dai proprietari delle terre rurali, abolendo il pargana dastur e il pargana nirikh. L'amministrazione britannica si articolò in Distrettis, che erano divisi in tehsil o taluk. I pargana sono rimasti in uso nella terminologia geografica, sopravvivendo per quanto riguardava le indagini relative ai fondi agrari, all'identificazione dei villaggi e ai decreti dei tribunali.

## Post indipendenza
Il sistema dei pargana sopravvisse in numerosi Stati principeschi, incluso Tonk e Gwalior. I pargana scomparvero del tutto per lo più dopo l'indipendenza dell'India e del Pakistan nel 1947, sebbene il termine sopravviva in alcuni toponimi, come nei distretti del North 24 Parganas e del South 24 Parganas nel Bengala occidentale indiano,